# آنا لوکاسیاک
آنا لوکاسیاک (به انگلیسی: Anna Lukasiak،  زادهٔ ۵ ژانویهٔ ۱۹۸۸) یک کشتی‌گیر آزادکار اهل کشور لهستان است.
از افتخارات وی می‌توان به کسب مدال برنز قهرمانی کشتی جهان ۲۰۲۲ اشاره کرد.